# Amstel Gold Race 2021
L'Amstel Gold Race 2021, cinquantacinquesima edizione della corsa e valevole come quattordicesima prova dell'UCI World Tour 2021 categoria 1.UWT, si svolse il 18 aprile 2021 su un percorso di 216,7 km, con partenza da Valkenburg aan de Geul e arrivo a Berg en Terblijt, nei Paesi Bassi. La vittoria fu appannaggio del belga Wout Van Aert, il quale completò il percorso in 5h03'27", alla media di 43,223 km/h, precedendo il britannico Thomas Pidcock ed il tedesco Maximilian Schachmann.
Sul traguardo di Berg en Terblijt 125 ciclisti, su 175 partiti da Valkenburg aan de Geul, portarono a termine la competizione.

## Squadre e corridori partecipanti
| N.      | Cod. | Squadra                |
| ------- | ---- | ---------------------- |
| 1-7     | DQT  | Deceuninck-Quick Step  |
| 12-17   | TJV  | Jumbo-Visma            |
| 21-27   | IGD  | Ineos Grenadiers       |
| 31-37   | TFS  | Trek-Segafredo         |
| 41-47   | ACT  | AG2R Citroën Team      |
| 51-57   | BOH  | Bora-Hansgrohe         |
| 61-67   | TQA  | Team Qhubeka Assos     |
| 71-77   | ISN  | Israel Start-Up Nation |
| 81-87   | GCF  | Groupama-FDJ           |
| 91-97   | LTS  | Lotto Soudal           |
| 101-107 | TBV  | Bahrain Victorious     |
| 111-117 | BEX  | Team BikeExchange      |
| 121-127 | EFN  | EF Education-Nippo     |

| N.      | Cod. | Squadra                   |
| ------- | ---- | ------------------------- |
| 131-137 | IWG  | Intermarché-Wanty-Gobert  |
| 141-147 | AST  | Astana-Premier Tech       |
| 151-157 | COF  | Cofidis                   |
| 161-167 | MOV  | Movistar Team             |
| 171-177 | DSM  | Team DSM                  |
| 181-187 | UAD  | UAE Team Emirates         |
| 191-197 | AFC  | Alpecin-Fenix             |
| 201-207 | ARK  | Team Arkéa-Samsic         |
| 211-217 | SVB  | Sport Vlaanderen-Baloise  |
| 221-227 | BWB  | Bingoal Pauwels Sauces WB |
| 231-237 | GAZ  | Gazprom-RusVelo           |
| 241-247 | UXT  | Uno-X Pro Cycling Team    |

## Ordine d'arrivo (Top 10)
| Pos. | Corridore          | Squadra      | Tempo    |
| ---- | ------------------ | ------------ | -------- |
| 1    | Wout Van Aert      | Jumbo        | 5h03'29" |
| 2    | Thomas Pidcock     | Ineos        | s.t.     |
| 3    | M. Schachmann      | Bora         | s.t.     |
| 4    | Michael Matthews   | BikeExchange | a 3"     |
| 5    | Alejandro Valverde | Movistar     | s.t.     |
| 6    | Julian Alaphilippe | Deceuninck   | s.t.     |
| 7    | Kristian Sbaragli  | Alpecin      | s.t.     |
| 8    | Michał Kwiatkowski | Ineos        | s.t.     |
| 9    | Matej Mohorič      | Bahrain      | s.t.     |
| 10   | Tosh Van Der Sande | Lotto        | s.t.     |